# فارست سیتی (آرکانزاس)
فارست سیتی (آرکانزاس) (به انگلیسی: Forrest City, Arkansas) یک شهر در ایالات متحده آمریکا با جمعیت ۱۵٬۴۳۵ نفر است که در آرکانزاس واقع شده‌است.

## موقعیت جغرافیایی
موقعیت جغرافیایی شهرها و مناطق اطراف به شرح زیر است: